# Convenio CMR

Pictogramas utilizados por el Servicio de Parques Nacionales de los Estados Unidos. Un paquete que contiene todos los símbolos NPS está disponible en Open Icon Library

El Convenio CMR (las iniciales corresponden a Convention relative au contrat de transport international de Marchandise par Route) es el marco legal para el transporte internacional de mercancías por carretera y su formalización en la llamada «carta de porte CMR».
El Instituto Internacional para la Unificación del Derecho Privado (Unidroit) redactó el Convenio CMR, que fue aprobado por la Comisión Económica de las Naciones Unidas para Europa (United Nations Economic Commission for Europe, UNECE). Este Convenio CMR se firmó en Ginebra (Suiza) el 19 de mayo de 1956 y entró en vigor el 2 de julio de 1961. Lo han ratificado la mayoría de los países de Europa. España se adhirió al Convenio CMR el 12 de septiembre de 1973.
El Convenio CMR tuvo una actualización, el «Protocolo correspondiente al Convenio relativo al contrato de transporte internacional de mercancías por carretera (CMR)», hecho en Ginebra el 5 de julio de 1978, que fijó los límites de responsabilidad del transportista en función de los DEG.
Años más tarde se firmó un protocolo adicional, conocido como «Protocolo Adicional al Convenio de Transporte Internacional de mercancías por Carretera (CMR), relativo a la Carta de Porte Electrónica», hecho en Ginebra el 20 de febrero de 2008, entró en vigor el 5 de junio de 2011, para adaptar el Convenio CMR a las nuevas tecnologías. España ratificó este protocolo el 11 de mayo de 2011.

## Ámbito de aplicación

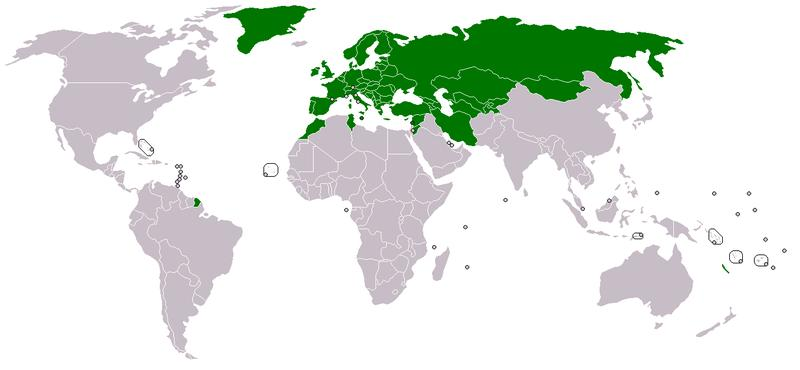
Países firmantes del Convenio CMR.

Este convenio se aplica a todos los contratos de transporte de mercancías por carretera cuyos puntos de carga y descarga estén situados en dos países diferentes siempre que, como mínimo, uno de ellos sea firmante del convenio. Este convenio se aplica incluso cuando parte del recorrido sea por barco, ferrocarril o avión. Están excluidos:
1. Los transportes postales.[Nota 1][9]
2. Los transportes funerarios.
3. Los transportes de mudanzas.

En un contrato de transporte internacional por carretera deben aparecer las siglas «CMR» para que se pueda acoger a este convenio. El Convenio CMR lo han firmado hasta el momento (junio de 2018) 55 países.

## Texto del convenio
El Convenio CMR se compone de ocho capítulos:
- Capítulo I. Ámbito de aplicación (artículos 1 y 2)
- Capítulo II. Personas por las cuales responde el transportista (artículo 3)
- Capítulo III. Conclusión y ejecución del contrato de transporte (artículos 4 a 16)
- Capítulo IV. Responsabilidad del transportista (artículos 17 a 29)
- Capítulo V. Reclamaciones y acciones (artículos 30 a 33)
- Capítulo VI. Disposiciones relativas al transporte efectuado por transportistas sucesivos (artículos 34 a 40)
- Capítulo VII. Nulidad de las cláusulas contrarias al convenio (artículo 41)
- Capítulo VIII. Disposiciones finales (artículos 42 a 51)

## Carta de porte CMR
La «carta de porte» es el documento que formaliza un contrato de transporte de mercancías por carretera. Es un documento probatorio de las condiciones del contrato y de la recepción de la mercancía por el transportista.
De este convenio, la IRU ha desarrollado la «carta de porte CMR», equivalente al conocimiento de embarque del transporte marítimo. Se expide en tres ejemplares originales, firmados por el remitente y el transportista.
1. El primer ejemplar se envía al remitente (color rojo).[Nota 3]
2. El segundo ejemplar acompaña a las mercancías (color azul), se quedará en poder del destinatario.
3. El tercer ejemplar será retenido por el transportista (color verde).

Se pueden hacer tantas copias certificadas, no certificadas o fotocopias, como sean necesarias (color negro). Lo más frecuente es que un cuarto ejemplar (color negro) vuelva firmado por el destinatario, como prueba de la entrega, al remitente. Otras copias, quinto ejemplar, pueden ser para el transitario, agencia de transporte...
Una carta de porte CMR debe incluir los siguientes datos: el lugar y la fecha de formalización, los datos completos del expedidor, del transportista y del destinatario, el lugar y fecha de carga y descarga de la mercancía, descripción detallada, número de bultos, peso, precio y gastos del transporte...

## Carta de porte electrónica CMR-e
En 2008 se aprobó el Protocolo Adicional al Convenio relativo al contrato de transporte internacional de mercancías por carretera, CMR, sobre la carta de porte electrónica. El protocolo regula la posibilidad de que la carta de porte CMR se expida utilizando procedimientos de registro y tratamiento electrónico de datos.

Cualquier solicitud, declaración, instrucción, orden, reserva u otra comunicación relativa a la ejecución de un contrato de transporte al que sea de aplicación el Convenio CMR, podrá realizarse por comunicación electrónica.

La certificación de la carta de porte se puede realizar mediante «firma electrónica» o cualquier otro procedimiento de certificación electrónica previsto por la legislación del país que emite la carta de porte. España se adhirió a este protocolo adicional el 11 de mayo de 2011; el séptimo país en firmar ratificación o adhesión.
Desde febrero de 2017, existen diversas soluciones. ITD, la asociación danesa de transporte de mercancías ha desarrollado la carta de porte CMR electrónica, e-CMR o CMR-e. Esta carta de porte se utiliza en Francia, España y los Países Bajos. La primera vez que un CMR-e cruzó una frontera fue el 19 de enero de 2017; el lanzamiento del CMR-e estuvo organizado por la IRU —Organización internacional del transporte por carretera (International Road Transport Union)—, ASTIC —Asociación de Transporte Internacional por Carretera—. y FNTR —Fédération Nationale des Transports Routiers— conjuntamente. Una partida de naranjas viajó 1300 km desde Huelva a Perpiñán, pasando la frontera entre España y Francia en Le Perthus. La empresa transportista fue Primafrio.. El 24 de febrero de 2017, UNECE reafirmó su compromiso con la carta de porte CMR electrónica, CMR-e.

## Derechos y obligaciones de las partes

### El expedidor o cargador[16]
- El expedidor debe especificar las condiciones de entrega de la mercancía, momento y lugar; es responsable ante el transportista de proporcionar información correcta, y de las incidencias que se produzcan por la insuficiencia de los datos incluidos en la carta de porte.
- El expedidor tiene derecho a modificar las instrucciones sobre la mercancía en cualquier momento.[Nota 4] El transportista debe modificar el lugar de entrega, el destinatario o incluso suspender el transporte si lo requiere el cargador.

### El transportista o porteador[17]
- El transportista es responsable de la pérdida (total o parcial) y la avería de la carga; así como de posibles retrasos en la entrega. En caso de pérdida, extravío o avería de la mercancía, el Convenio CMR establece un límite de indemnización de 8,33 DEG/kg bruto.[Nota 5]
- El transportista debe verificar el estado de la mercancía y su embalaje, la exactitud de la descripción que aparece en la carta de porte.[Nota 6] Está obligado a entregar el tercer ejemplar de la carta de porte al destinatario. Es responsable de la pérdida o utilización incorrecta de los documentos mencionados en la carta de porte.